# جون والاس (كرة سلة)
جون والاس (بالإنجليزية: John Wallace)‏ مواليد 9 فبراير 1974 في روتشستر، هو لاعب كرة سلة أمريكي معتزل. بدأ مسيرته الاحترافية في سنة 1996. تم اختياره من قبل فريق نيويورك نيكس خلال الدرافت. يبلغ طوله 6 قدم 8 بوصة (2.0 م). اعتزل اللعب في 2005. أحرز خلال مسيرته في الإن بي إيه 2091 نقطة بمعدل 7.6 نقاط في المباراة الواحدة.

## المسيرة الاحترافية
لعب مع نيويورك نيكس في موسم 1996–1997، ثم لعب مع تورونتو رابتورز من سنة 1997 إلى 1999، ثم لعب مع نيويورك نيكس في موسم 1999–2000، ثم لعب مع ديترويت بيستونز في موسم 2000–2001، ثم لعب مع فينيكس صنز في موسم 2001–2002، ثم لعب مع بانيونيس في موسم 2002–2003، ثم لعب مع ميامي هيت في موسم 2003–2004، ثم لعب مع أماتوري أوديني في سنة 2005.

## روابط خارجية
- جون والاس على موقع IMDb (الإنجليزية)
- جون والاس على موقع كينوبويسك (الروسية)
- جون والاس على موقع إن بي أي (الإنجليزية)
- جون والاس على موقع سبورتس رفرنس (الإنجليزية)
- جون والاس على موقع كرة السلة الأوروبية.كوم (الإنجليزية)
- جون والاس على موقع كلية كرة السلة في سبورتس رفرنس.كوم (الإنجليزية)
- جون والاس على موقع ريلجم (الإنجليزية)
- جون والاس على موقع بروبوليرز (الإنجليزية)
- جون والاس على موقع سبورتس رفرنس (الإنجليزية)